# Profil af et job 2 - Folkene bag kameraet
|  | Denne artikel er oprettet af botten Steenthbot ud fra en ekstern database. Den kan derfor have sproglige fejl eller mangler. Denne skabelon kan fjernes efter kontrol af indholdet. |

Profil af et job 2 - Folkene bag kameraet er en dansk dokumentarfilm fra 1986 instrueret af Jan Jung.

## Handling
Hvem er med til at lave en film? I denne reportage sættes der focus på noget af det arbejde, der udføres bag kameraet. Tonemesteren, sminkøren og produktionslederen fortæller, og der vises eksempler på, hvordan forarbejdet var, og hvordan det kom til at se ud i den færdige film. Eksemplet er »Midt om natten«, Erik Ballings film med Kim Larsen og Erik Clausen.

## Medvirkende
- Claus Loof
- Henning Bahs
- Hans W. Sørensen
- Lene Nielsen
- Magnus Magnusson
- Elizabeth Bukkehave